# Pi-Sport
Pi-Sport ist der Sport um das Memorieren der Kreiszahl Pi (altgriech. Π oder π; Wert 3,14159…).
Das Memorieren von Pi gilt als beste Möglichkeit, das Merken langer Zahlen unter Beweis zu stellen. Der inoffizielle Weltrekord im Memorieren von Pi liegt inzwischen (Stand Oktober 2006) bei 100.000 Stellen, aufgestellt von Akira Haraguchi.

## Technik
Für das Memorieren von Pi werden spezielle Mnemotechniken angewandt. Die Technik unterscheidet sich dabei nach Geschmack des Gedächtniskünstlers, seinen Begabungen und der Menge der zu memorierenden Nachkommastellen. Für weniger als 1.000 Nachkommastellen reicht die Major-Methode aus, aber bei mehr wird oft die Dominic-Methode oder die SVO-Methode verwendet.
Wenn es darum geht, wenige Ziffern auswendig zu lernen, sind einfache Merksätze am besten geeignet. Bei dem Lernen von 1.000 Ziffern oder mehr ist es jedoch notwendig, komplexere Memoriersysteme zu entwickeln bzw. für sich abzuändern.

## Gedächtniskünstler

### Suresh Kumar Sharma
Der Inder Suresh Kumar Sharma ist Weltrekordhalter mit 70.030 Nachkommastellen, die er am 21. Oktober 2015 fehlerfrei in einer Zeit von 17 Stunden und 14 Minuten aufsagte.

### Rajveer Meena
Der Inder Rajveer Meena war Weltrekordhalter mit bestätigten 70.000 Nachkommastellen, die er am 21. März 2015 fehlerfrei in einer Zeit von 10 Stunden aufsagte.

### Chao Lu
Der Chinese Chao Lu war offizieller Weltrekordhalter mit bestätigten 67.890 Nachkommastellen, die er am 20. November 2005 fehlerfrei in einer Zeit von 24 Stunden und 4 Minuten aufsagte. Er war sowohl vom Guinness-Buch der Rekorde als auch von der Pi World Ranking List als Rekordhalter geführt.

### Akira Haraguchi
Der Japaner Akira Haraguchi prägte sich 100.000 Nachkommastellen ein und brach damit, allerdings nie offiziell bestätigt, seinen alten, ebenfalls inoffiziellen, Rekord mit 83.431 Nachkommastellen. Sein Rekordversuch begann am 3. Oktober 2006 um 9 Uhr morgens und endete am nächsten Tag um 01:28 Uhr. Damit dauerte die Wiedergabe der Zahlenfolge über 16 Stunden.
Haraguchi weist den Ziffern japanische Moren (Kana) zu, z. B. der 0 die Moren o, ra, ri, ru, re, ro, wo, on oder oh und der 1 die Moren a, i, u, e, hi, bi, pi, an, ah, hy, hyan, bya oder byan. Aus diesen bildet er dann Geschichten. So werden die ersten 15 Ziffern zu saishi ikokuni mukosan kowakunaku, was übersetzt etwa „Ehefrau und Kinder sind im Ausland, der Ehemann hat keine Angst“ bedeutet.

### Hideaki Tomoyori
Hideaki Tomoyori hielt den Weltrekord im Memorieren der Zahl Pi von 1987 bis 1995. Für seinen Rekord assoziierte der Japaner zu jeweils einem Zahlenpaar ein japanisches Wort, das dem Namen der Zahl stark ähnelte. Aus jeweils fünf solchen Bildern, also zehn Ziffern, bildete Tomoyori eine kleine Geschichte. Zu dieser Geschichte assoziierte er wiederum ein Schlüsselwort. Diese Schlüsselwörter merkte er sich auch wieder mit Hilfe einer Geschichte.

### Ben Pridmore
Der Gedächtnisweltmeister des Jahres 2004 Ben Pridmore plante 2005, einen neuen Weltrekord mit 50.000 Ziffern aufzustellen. Er schaffte es zwar, die Ziffern so weit zu memorieren, jedoch kam ihm Akira Haraguchi zuvor.
Für sein Vorhaben wollte Pridmore ursprünglich nicht an der Gedächtnisweltmeisterschaft 2005 teilnehmen, entschied sich jedoch kurzfristig doch noch dafür und wurde schließlich Fünfter.
Er verwendete für diese Gedächtnisleistung die sogenannte Loci-Methode. Dabei legt man auf mentalen Wegpunkten in seinem Kopf Bilder durch Verknüpfen ab. Weiterhin hat Pridmore für die Ziffernfolgen von 000–999 jeweils ein Bild. Beim Memorieren verknüpft er jeweils drei solche Bilder, also neun Ziffern zu einer Geschichte, welche er auf einem Wegpunkt ablegt, diese Methode nennt man SVO-Methode. Insgesamt verwendete er also circa 6.000 solcher Punkte.

## Rekorde in Deutschland
Den deutschen Rekord stellte Christian Schäfer am 14. März 2025 ("Pi-Tag") auf. Damit schlug Schäfer den bisherigen Rekord von Susanne Hippauf, die rund ein Jahr zuvor 18.026 Ziffern korrekt aufsagte. Er wäre damit auf Platz 17 der weltweiten Rangliste und auf Platz 8 im europaweiten Rang. Schäfer und Hippauf gehören neben Frank Mertens (15.320 Ziffern), Klaus Schubert (10.904 Ziffern) und Marcel Keitsch (10.863 Ziffern) zu den einzigen Deutschen, die mehr als 10.000 Ziffern von Pi memorierten.
Der deutsche Rechenkünstler Rüdiger Gamm lernte nach eigenen Angaben 5.000 Nachkommastellen ohne Mnemotechnik auswendig.

## Merkregeln

### Beispiele
Immer wieder haben lange Zahlenfolgen zu einfachen Merksätzen geführt, bei denen die Anzahl der Buchstaben jedes Wortes jeweils eine Stelle der Zahl anzeigt:
Der im Deutschen sicherlich bekannteste Merksatz ist folgender:

„Wie, o dies {\displaystyle \pi } macht ernstlich so vielen viele Müh,
Lernt immerhin, Jünglinge, leichte Verselein, wie so zum Beispiel dies dürfte zu merken sein!“

Ausführlich bis auf 31 Stellen:

„Nie, o Gott, o guter, verliehst Du meinem Hirne die Kraft, mächtige Zahlreih’n dauernd verkettet bis in die späteste Zeit getreu zu merken; drum hab’ ich Ludolfen mir zu Lettern umgeprägt.“

Noch eine Stelle mehr – weitere sind nicht möglich, da die nächste Stelle eine 0 ist – liefert die Beschreibung der mathematischen Beziehung {\displaystyle \textstyle \mathrm {e} ^{\mathrm {i} \cdot 2\pi }=1}:

„Sei e hoch i reell bezwecket,
es klappt nicht mit jenem Exponent.
Imaginäre Untiefe verdecket,
wer Pi mit Primzahl zwei dezent
zu dieser Zahl mit Mut verrührt,
bis so Einheit Erweckung spürt.“

Es sei denn, man wertet Wörter mit mehr als neun Buchstaben als 0 (Null):

„Dir, o Held, o edler Philosoph,

du hehrer Geist, den viele Tausende bewundern!

Dauernd erstrahlt, was du uns beschert.

Noch klarer in Fernen wird das uns leuchten,

was du erdacht, Erzdenker,

stets unerschöpft, du edelster Erfinder!“

Kürzer ist:

„Gib O Gott, O Vater Fähigkeit zu lernen!“

Oder:

„Ist’s doch, o Isaak, schwierig zu wissen, wofür sie steht!“

Andere Version, mit Einleitungsvers:

„Es ist wohl Pi die Größe, die mir den Kopf verdreht:

Ist’s doch o jerum schwierig zu wissen, wofür sie steht.“

Oder (durch Substitution der Ziffern durch Geschichtsdaten):

„Drei Komma Hus verbrannt und Brennabor

bringen die Zahl Pi hervor.“

Johannes Hus wurde 1415 in Konstanz verbrannt und Brennabor wurde nach 926 erobert.
Ein englisches Gedicht mit 12 Nachkommastellen ist:

See I have a rhyme assisting

My feeble brain, its tasks ofttimes resisting.

Viele Stellen hinter dem Komma verbirgt diese englische Folge:

Now I, even I, would celebrate. In rhymes unapt, the great

Immortal Syracusan, rivaled nevermore, who in his wondrous love, passed on before, left men his guidance, how to circles mensurate.

Der folgende französische Merkspruch ehrt ebenfalls Archimedes:

Que j'aime à faire connaître un nombre utile aux sages! Immortel Archimède, artiste, ingénieur,

Qui de ton jugement peut priser la valeur? Pour moi ton problème eut de pareils avantages.

Weitere Möglichkeiten sind:

How I wish I could enumerate PI easily …

Pie. I wish I could determine pi, Eureka cried the great inventor, christmas pudding christmas pie, is the problems very centre.

How I want a drink, alcoholic of course, after the heavy lectures involving quantum mechanics. All of thy geometry, Herr Planck, is fairly hard.

May I have a large container of coffee? – Thank You!

(3) I know a maths professor, he always weeps and sighs whenever polyhedra capsize.

Besonders lang ist Near a Raven, ein Gedicht von Mike Keith, das er 1995 in Anlehnung an Edgar Allan Poes Der Rabe geschrieben hat. Mit Hilfe des Gedichtes kann man sich {\displaystyle \pi } auf 740 Stellen merken.
Griechischer Merkvers:

«Ἀεὶ ὁ θεὸς ὁ μέγας γεωμετρεῖ τὸ σύμπαν.»

„Der große Gott wendet immer die Geometrie auf alles an.“